# 柿堺至
柿堺 至（かきさかい いたる、1949年1月1日 - ）は、日本の地方公務員。東京都都市整備局長や、東京スタジアム代表取締役社長を務めた。

## 人物・経歴
東京都立大学工学部土木工学科卒業。1972年東京都入庁。東京都第一再開発事務所長、東京都建設局道路計画担当部長、東京都建設局道路建設部長を経て、2004年東京都建設局道路監、全日本建設技術協会理事、土木学会監事。
2006年東京都都市整備局長、国土交通省日本橋みちと景観を考える懇談会委員、全国市街地再開発協会理事、不動産適正取引推進機構理事。
2007年東京スタジアム代表取締役社長。2010年東京都競馬常務取締役（競馬・オートレース事業、施設整備部門担当）。高齢者住宅財団理事等も務めた。2019年春の叙勲で瑞宝小綬章受章。